# Parey-Saint-Césaire
Parey-Saint-Césaire is een gemeente in het Franse departement Meurthe-et-Moselle (regio Grand Est) en telt 224 inwoners (2005). De plaats maakt deel uit van het arrondissement Nancy.

## Geografie
De oppervlakte van Parey-Saint-Césaire bedraagt 5,6 km², de bevolkingsdichtheid is 40,0 inwoners per km².
De onderstaande kaart toont de ligging van Parey-Saint-Césaire met de belangrijkste infrastructuur en aangrenzende gemeenten.

## Demografie
De figuur toont het verloop van het inwonertal (bron: INSEE-tellingen).